# Andrzej Wróblewski
Andrzej Krystyn Wróblewski (Vílnius, Lituània, 15 de juny de 1927 - Tatra, 23 de març de 1957) fou un pintor polonès figuratiu qui va morir quan només tenia 29 anys en un accident quan es va estimbar a les muntanyes Tatra, el 1957. La seva obra està marcada per la dualitat entre el figuritisme i l'abstracció, la tensió, l'antagonisme i la contradicció; i també per la guerra i les seves devastadores seqüeles.

## Joventut

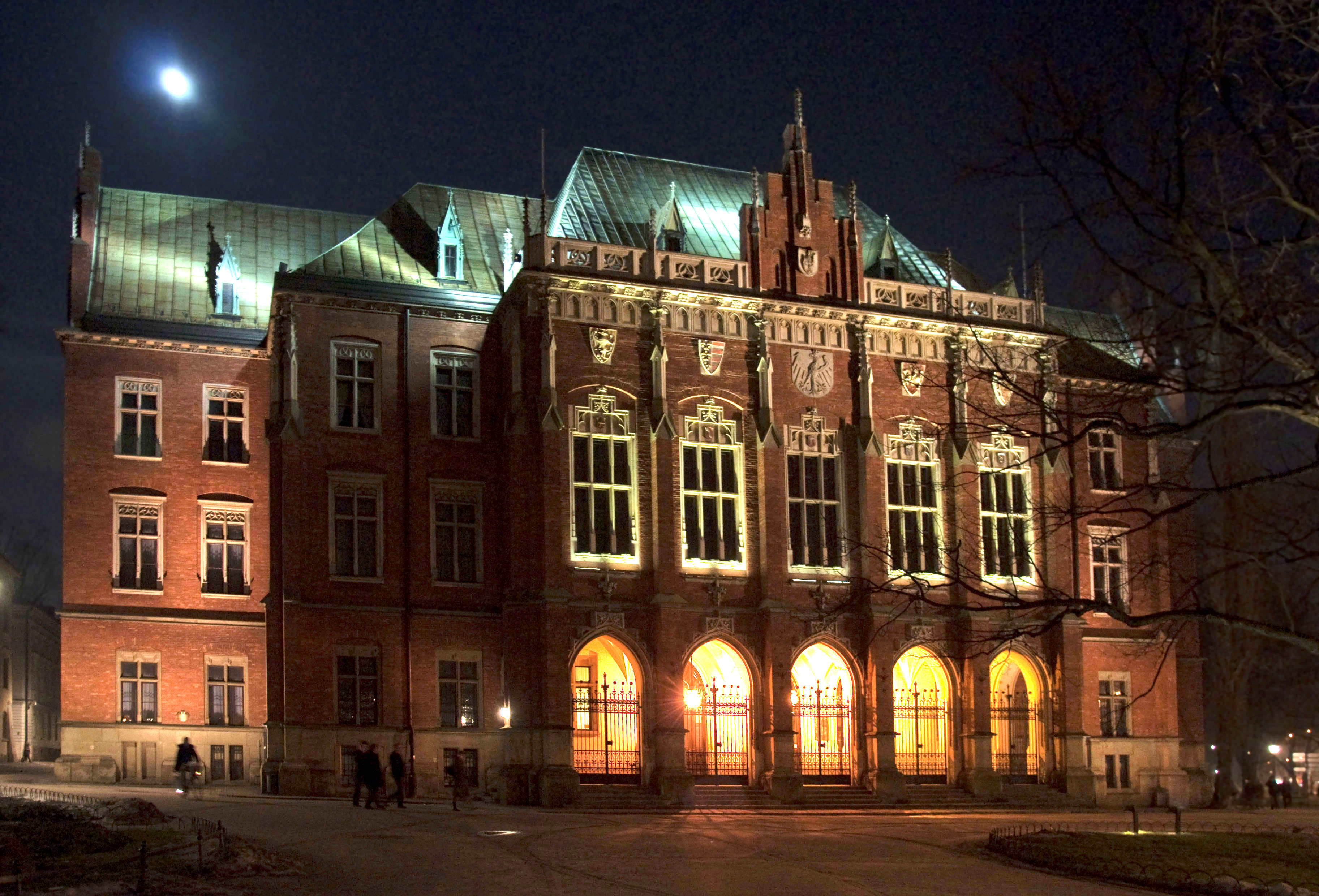
Wróblewski va estudiar història de l'Art a la Universitat Jagellònica, Cracòvia entre 1945 i 1948.

Wróblewski va néixer a Vílnius el 15 de juny de 1927, era el fill del professor de lleis Bronisław Wróblewski de la Universitat de Vílnius i de la pintora Krystyna Wróblewska. De molt jove va mostrar el seu talent artístic. La seva educació va estar interrompuda per la invasió alemanya de Polònia, malgrat que va ser capaç d'atendre alguns cursos subterranis; la seva mare li va introduir a l'art de tallat de fusta que va practicar de 1944 a 1946.
Després de la Segona Guerra mundial, seguint el canvi de les fronteres nacionals de Polkònia, el seu familiars es van traslladar de Vílnius, Cracòvia, on va passar els exàmens i va esdevenir un estudiant de Pintura i Escultura de l'escola d'art més vella de Polònia, l'Acadèmia de Belles arts de Cracòvia, on va estudiar entre 1945 i 1952 sota Zygmunt Radnicki, Zbigniew Pronaszko (pl), Hanna Rudzka-Cybisowa i Jerzy Fedkowicz. També entre 1945 i 1948 va estudiar història de l'art simultàniament a la Universitat Jagellònica, la universitat més vella de Polònia (i una de les més antigues al món).

## Guerra i postguerra
Les seves pintures més primerenques eren molt Capist en esperit com Martwa natura z dzbanem (Bodegó amb un gerro), el 1946. Cap a la fi de la dècada de 1940, comença a rebel·lar-se contra el dominant estil Colorista propagat en cercles acadèmics de Polònia i en la 1a Exposició d'Art Modern de Cracòvia el 1948 fou reconegut com el pintor que exhibeix algunes formes espacials originals. Per Wróblewski era molt important la indulgència en l'obra artística, que era contrària a l'estil i tècniques populars a Polònia. Això li va portar a crear una Escola d'Art Self-Teaching, com a unitat de l'Associació de la Joventut Acadèmica polonesa en l'Acadèmia de Belles arts de Cracovia per a pintors joves. Els seus primers membres van ser: Przemysław Brykalski, Andrzej Strumiłło (pl), i Andrzej Wajda. Aquest va ser el primer grup en la història d'art contemporani polonès a manifestar-se obertament en contra de l'estètica del moviment Colorista. La tesi primària de Wróblewski exposaba la necessitat per a l'art en quins "elements estètics i ideològics serien fusionats indivisiblement."
Entre 1947 i 1948, Wroblewski es va centrar en l'experimentació amb pintures a l'oli i aquarel·les (gouaches) desenvolupant un mitjà únic d'expressió, quedant obert a les influències d'estil d'artistes moderns del surrealisme, art abstracte i art geomètric que habian ja influenciat la naturalesa d'altres artistes a Cracòvia. Les seves obres d'aquest període inclouen sovint figures geomètriques Niebo nad Gorami (El Cel sobre les Muntanyes), Niebo Niebieskie (Cel Blau, 1948); Segmenty, (1949).

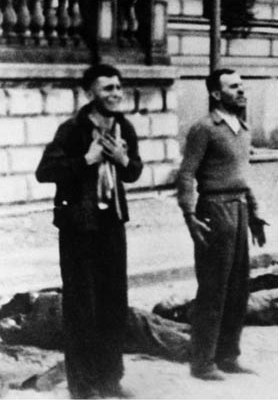
Execucions d'ostatges civils polonesos durant la invasió de Polònia el 1939. La majoria de treballs famosos de Wróblewski van estar dedicats a mantenir la memòria a través de l'art

A través d'exploració en art, Wroblewski es va enginyar per crear un estil formal propi. Algunes pintures descriuen esdeveniments brutals durant l'ocupació alemanya de Polònia i generen intensos sentiments a l'observador. L'artista descriu brutalment les figures humanes deformades estripades a peces; mantenint la paleta de colors en tons freds, com el blau-verd, en els cadàvers.
També va estar altament interessat en la teoria de l'art i crítica de la literatura del seu temps i des de 1948 va realitzar articles editorials en Głus Plastyków ("Artistes' Veu"), Przegląd Artystyczny ("Revisió d'Arts"), Twórczość ("Creativitat"), Gazeta Krakowska (Kraków Diari) i Życie Literackie ("Vida Literària").

## Últims anys

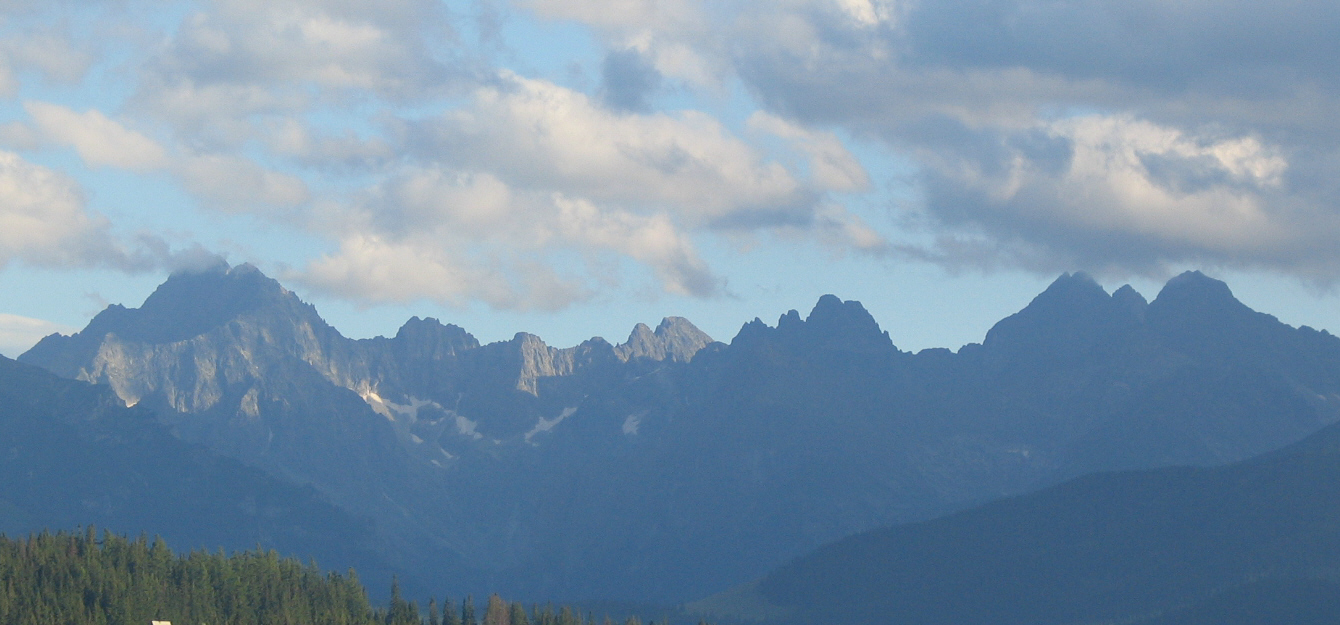
Els cims del Tatra on va morir Wróblewski

En els inicis dels '50, en la República Popular de Polònia, Wróblewski va adoptar l'estil estatal del realisme socialista. Després de la mort de Ióssif Stalin i la resultant desestalinització va menyscabar les pressions governamentals en diverses esferes de vida, l'art inclòs, des de 1955 crea una sèrie de pintures figuratives que se centren en la família. Generalment d'humor positiu, eren inspirades en la vida privada de l'artista, especialment pel naixement del seu fill Andrzej el 1954.
Wroblewski va morir en un accident de muntanya als cims de Tatra, el 23 de març de 1957. Va ser l'autor de més de 150 pintures a l'oli, 1.400 dibuixos, dotzenes d'altres formes d'art i a més va publicar més de 80 articles. Els seus treballs van ser exposats i formen part de moltes col·leccions i museus polonesos.
Avui dia Europa comença a descobrir a aquest artista mitjançant exposicions fora de Polònia destacant-se la realitzada en el Museu Reina Sofia en el Palau de Velázquez dels Jardins del Retiro a Madrid.